# エクス＝マルセイユ大学
エクス＝マルセイユ大学（フランス語: Université d'Aix-Marseille）は、2012年に創設された南フランスの公立大学。
エクス＝マルセイユ第1大学（プロヴァンス大学）、エクス＝マルセイユ第2大学（地中海大学）とエクス＝マルセイユ第3大学（ポール・セザンヌ大学）の合併により設けられた。歴史的には、1409年、プロヴァンス伯でもあったルイ2世・ダンジューによって設立されたエクス大学に始まる。
現在、約7万人の学生を擁し、フランスおよびフランス語圏の最大大学であるとされる。キャンパスの大部分はマルセイユとエクス＝アン＝プロヴァンスにあるが、本部はマルセイユのファロ宮殿にある。

## 主な出身者

### 政治・行政等
- アドルフ・ティエール（政治家、元大統領）
- アドルフ・クレミュー（政治家、弁護士）
- フェリックス・グアン（フランス語版）（政治家）
- エドアール・バラデュール（政治家、元首相）
- ヴァシル・コラロフ（フランス語版）（政治家、ブルガリアの元首相）
- エミール・エッデ（レバノン元首相）
- フェルナンド・ジョゼ・デ・フランサ・ディアス・ヴァン＝デュネム（アンゴラ共和国元首相）
- ノロドム・ラナリット王子（カンボジア元首相）
- エリザベート・ギグー（政治家）
- シルヴィー・グラール（政治家、前 軍事大臣）
- ジルベール・コラール（政治家、弁護士）
- クリストフ・カスタネー（フランス語版）（政治家、現 議会関係省大臣）
- 重岡薫五郎（明治期日本の政治家） - エクス大学（現 エクス＝マルセイユ大学）に留学し法学博士号を取得。
- 平泉渉（日本の政治家、外交官） - 1952年外務省入省後、フランス語研修員としてグルノーブル政治学院やエクス＝マルセイユ大学で学ぶ。
- 冨永純正（日本の外交官） - 福岡大学卒業後に青年海外協力隊員時代にエクス＝マルセイユ大学に派遣留学し、のち外交官に[2]。

### 学術・文化
- ポール・セザンヌ（画家） - エクス大学（現 エクス＝マルセイユ大学）法学部に通った。）
- ルネ・カサン（法学者、ノーベル平和賞）
- フレデリック・ミストラル（詩人、ノーベル文学賞）
- アンリ・ルフェーヴル（哲学者、マルクス主義者）
- 西尾修（仏文学者） - 慶大経済学部教授
- 敦賀陽一郎（言語学者） - 東京外大教授

## 主な教員等
- シャルル・ファブリ（物理学者、天文学者） -   アルフレッド・ペローと共に「ファブリ・ペロー干渉計」を発明し、大気上層のオゾン層が太陽からの紫外線を吸収することを発見した。
- アルフレッド・ペロー（物理学者） - 同上
- ピエール・ガッサンディ（物理学者、数学者、哲学者）
- ニコラ・トゥルナドル（言語学者）
- 高柳先男（政治学者） - 中央大学法学部教授、エクス＝マルセイユ大学客員教授
- 下村康正（刑事法学者） - 中央大学法学部教授、エクス＝マルセイユ大学客員教授
- 小島武司（民事訴訟法学者） - 中央大学法学部教授、エクス＝マルセイユ大学客員教授
- 椎橋隆幸（刑事訴訟法学者） - 中央大学法学部教授、エクス＝マルセイユ大学客員教授
- 大津浩（憲法学者） - 明治大学法学部教授、エクス＝マルセイユ第3大学招聘教授